# Касл-Дейл (Юта)
Касл-Дейл (англ. Castle Dale) — місто (англ. city) в США, в окрузі Емері штату Юта. Населення — 1492 особи (2020).

## Географія
Касл-Дейл розташований за координатами 39°13′18″ пн. ш. 111°1′22″ зх. д. / 39.22167° пн. ш. 111.02278° зх. д. (39.221793, -111.022785).  За даними Бюро перепису населення США в 2010 році місто мало площу 5,59 км², уся площа — суходіл.

### Клімат
| Клімат : Касл-Дейл                                         | Клімат : Касл-Дейл | Клімат : Касл-Дейл | Клімат : Касл-Дейл | Клімат : Касл-Дейл | Клімат : Касл-Дейл | Клімат : Касл-Дейл | Клімат : Касл-Дейл | Клімат : Касл-Дейл | Клімат : Касл-Дейл | Клімат : Касл-Дейл | Клімат : Касл-Дейл | Клімат : Касл-Дейл | Клімат : Касл-Дейл |
| Показник                                                   | Січ.               | Лют.               | Бер.               | Квіт.              | Трав.              | Черв.              | Лип.               | Серп.              | Вер.               | Жовт.              | Лист.              | Груд.              | Рік                |
| Абсолютний максимум, °C                                    | 19,4               | 21,1               | 28,3               | 31,7               | 36,1               | 40,0               | 41,7               | 39,4               | 36,1               | 31,1               | 25,6               | 19,4               | 41,7               |
| Середній максимум, °C                                      | 1,8                | 5,5                | 11,8               | 16,9               | 22,3               | 28,2               | 31,4               | 29,9               | 25,3               | 18,4               | 10,1               | 3,3                | 17,1               |
| Середній мінімум, °C                                       | −14,1              | −9,8               | −4,7               | −0,7               | 3,7                | 8,1                | 11,9               | 10,7               | 5,6                | −0,3               | −6,4               | −11,8              | −0,6               |
| Абсолютний мінімум, °C                                     | −36,7              | −37,2              | −21,7              | −15                | −10,6              | −3,9               | −1,7               | −1,1               | −7,2               | −16,1              | −23,3              | −33,3              | −37,2              |
| Норма опадів, мм                                           | 15                 | 14                 | 13                 | 14                 | 16                 | 12                 | 20                 | 27                 | 22                 | 21                 | 13                 | 13                 | 200                |
| ---------------------------------------------------------- | ------------------ | ------------------ | ------------------ | ------------------ | ------------------ | ------------------ | ------------------ | ------------------ | ------------------ | ------------------ | ------------------ | ------------------ | ------------------ |
| Джерело: http://www.wrcc.dri.edu/cgi-bin/cliMAIN.pl?ut1214 |                    |                    |                    |                    |                    |                    |                    |                    |                    |                    |                    |                    |                    |

## Демографія
Згідно з переписом 2010 року, у місті мешкало 1630 осіб у 560 домогосподарствах у складі 436 родин. Густота населення становила 292 особи/км².  Було 709 помешкань (127/км²).
Расовий склад населення:
| - 97,1 % — білих - 1,3 % — корінних американців - 0,2 % — чорних або афроамериканців - 0,2 % — азіатів - 0,1 % — вихідців з тихоокеанських островів |

До двох чи більше рас належало 0,5 %. Частка іспаномовних становила 2,9 % від усіх жителів.
За віковим діапазоном населення розподілялося таким чином: 32,7 % — особи молодші 18 років, 55,9 % — особи у віці 18—64 років, 11,4 % — особи у віці 65 років та старші. Медіана віку мешканця становила 31,5 року. На 100 осіб жіночої статі у місті припадало 108,2 чоловіків;  на 100 жінок у віці від 18 років та старших — 98,0 чоловіків також старших 18 років.
Середній дохід на одне домашнє господарство  становив 61 307 доларів США (медіана — 53 438), а середній дохід на одну сім'ю — 69 943 долари (медіана — 66 250). Медіана доходів становила 52 604 долари для чоловіків та 21 641 долар для жінок. За межею бідності перебувало 10,8 % осіб, у тому числі 18,9 % дітей у віці до 18 років та 1,8 % осіб у віці 65 років та старших.
Цивільне працевлаштоване населення становило 684 особи. Основні галузі зайнятості: освіта, охорона здоров'я та соціальна допомога — 28,5 %, роздрібна торгівля — 16,5 %, транспорт — 11,4 %, будівництво — 10,2 %.